# Geneviève Guitel
Geneviève Guitel est une mathématicienne française née le 24 mai 1895 à Marly-le-Roi et morte le 30 juillet 1982 à Neuilly-sur-Seine.

## Biographie
Elle est connue pour être la première scientifique à parler d'échelles longue et courte dans Histoire comparée des numérations écrites en 1975.
Sa période d'activité se situe entre 1943 et 1979.
Elle a été reçue première à l'agrégation de mathématiques en 1920. Elle a été professeur au lycée Molière à Paris.
Elle a présenté en 1953 une thèse de doctorat d'État intitulée Étude métrique des familles de tétraèdres et de figures apparentées,, pour laquelle elle a reçu le prix Gegner de l'Académie des sciences.

## Publications
- Histoire comparée des numérations écrites, préf. Charles Morazé, Paris, Flammarion, coll. « Nouvelle bibliothèque scientifique », 1975, 851 p.  (ISBN 2-08-211104-0)